# 泉山街道 (招远市)
泉山街道，是中华人民共和国山東省烟台市招远市下辖的一个乡镇级行政单位。

## 行政区划
泉山街道下辖以下地区：
泉山社区、魁星东社区、温泉社区、花园社区、北关东社区、东关社区、南关东社区、小曹家社区、吴家咀社区、郭家庄子社区、李家庄子社区、汤前社区、汤后社区、李家台子村、北坞党村、南坞党村、焦格庄村、张石埠村、王家疃村、孙家疃村、范家疃村、阎家庄村和马庄河村。